# Valentino Pittoni
Valentino Pittoni (28. května 1872 Cormòns – 11. dubna 1933 Vídeň) byl rakouský politik italské národnosti, na počátku 20. století poslanec Říšské rady.

## Biografie
Vystudoval obchodní akademii v Terstu. Zpočátku byl politicky ovlivněn iredentistickým proudem italské politiky, ale později se díky členství v organizaci Società operaia Triestina zapojil do sociálně demokratického, marxistického hnutí. Roku 1896 se seznámil s rakouským sociálně demokratickým předákem Victorem Adlerem, který na něj měl značný vliv. V roce 1902 se stal tajemníkem sociálně demokratické strany v Terstu. Byl šéfredaktorem stranického listu Il Lavoratore. Později byl hlavním představitelem socialistického hnutí v Terstu, které pod jeho vedením prosazovalo demokratické a federalistické pojetí rakouského státu (austromarxismus). V tomto duchu uspořádal v roce 1905 v Terstu italsko-rakousko-maďarské setkání socialistických delegátů.
Na počátku 20. století se zapojil i do celostátní politiky. Ve volbách do Říšské rady roku 1907, konaných poprvé podle všeobecného a rovného volebního práva, získal mandát v Říšské radě (celostátní zákonodárný sbor) za obvod Terst 1. Byl členem poslanecké frakce Skupina italských sociálních demokratů. Mandát obhájil za týž obvod i ve volbách do Říšské rady roku 1911, usedl nyní do Klubu německých sociálních demokratů. K roku 1911 se profesně uvádí jako soukromý úředník.
Na Říšské radě byl předsedou poslaneckého klubu italských sociálních demokratů. Podporoval zřízení italské univerzity v Terstu. V roce 1917 za světové války se přimlouval za práva italských zajatců v Rakousku. V roce 1918 podporoval proměnu Rakouska-Uherska na federaci jednotlivých národů, přičemž Terst měl být městem se zvláštním statutem. V roce 1919 ale v sociální demokracii v Terstu převládly radikální proudy a Pittoni odešel do Milana, kde roku 1920 převzal vedení centrály družstevních konzumů. V roce 1925 se usadil ve Vídni, kde žil ve skromným poměrech a byl ředitelem listu Arbeiter-Zeitung.